# Jardín Botánico y Museo Ringve

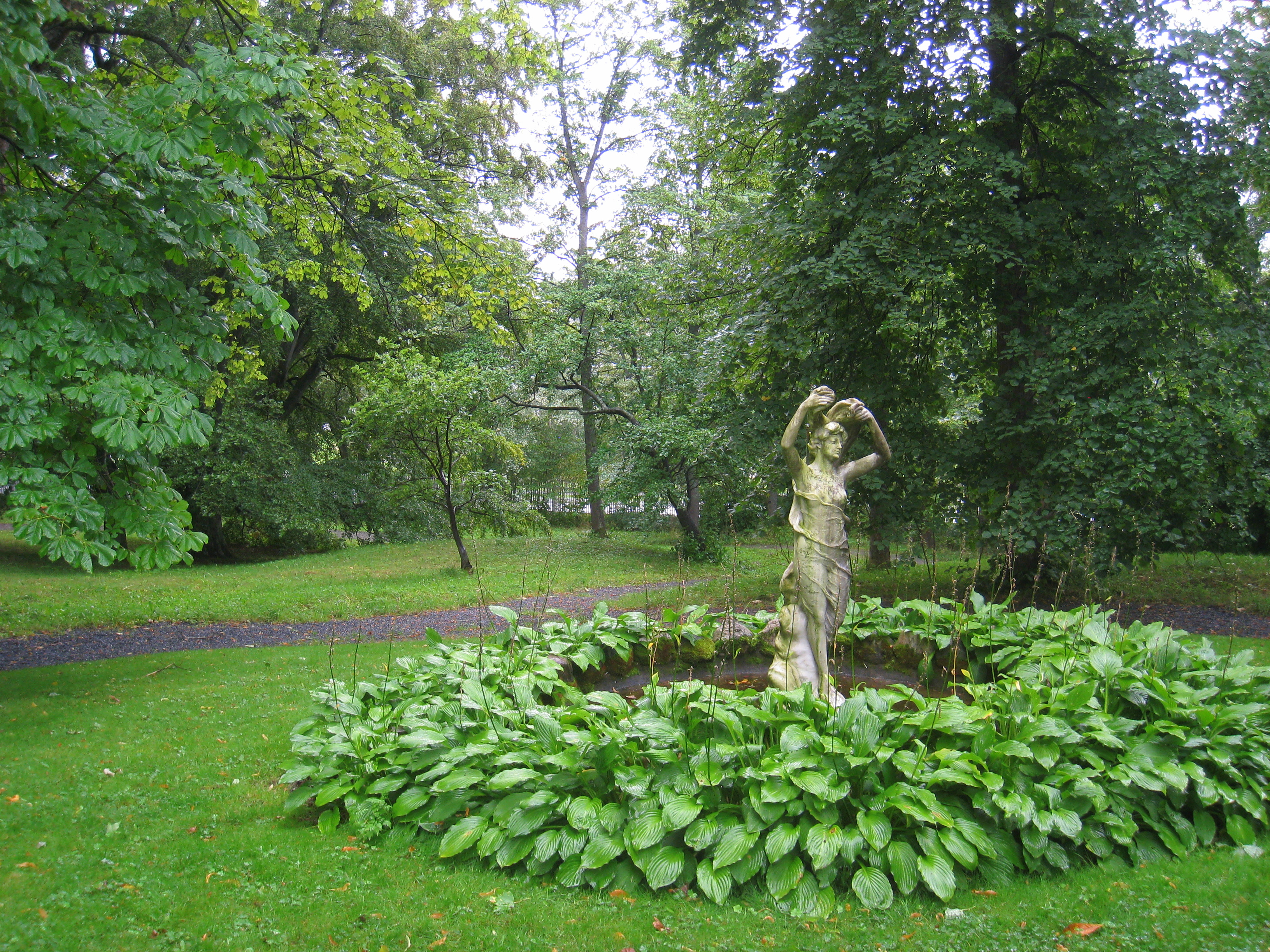
Parque a la inglesa.

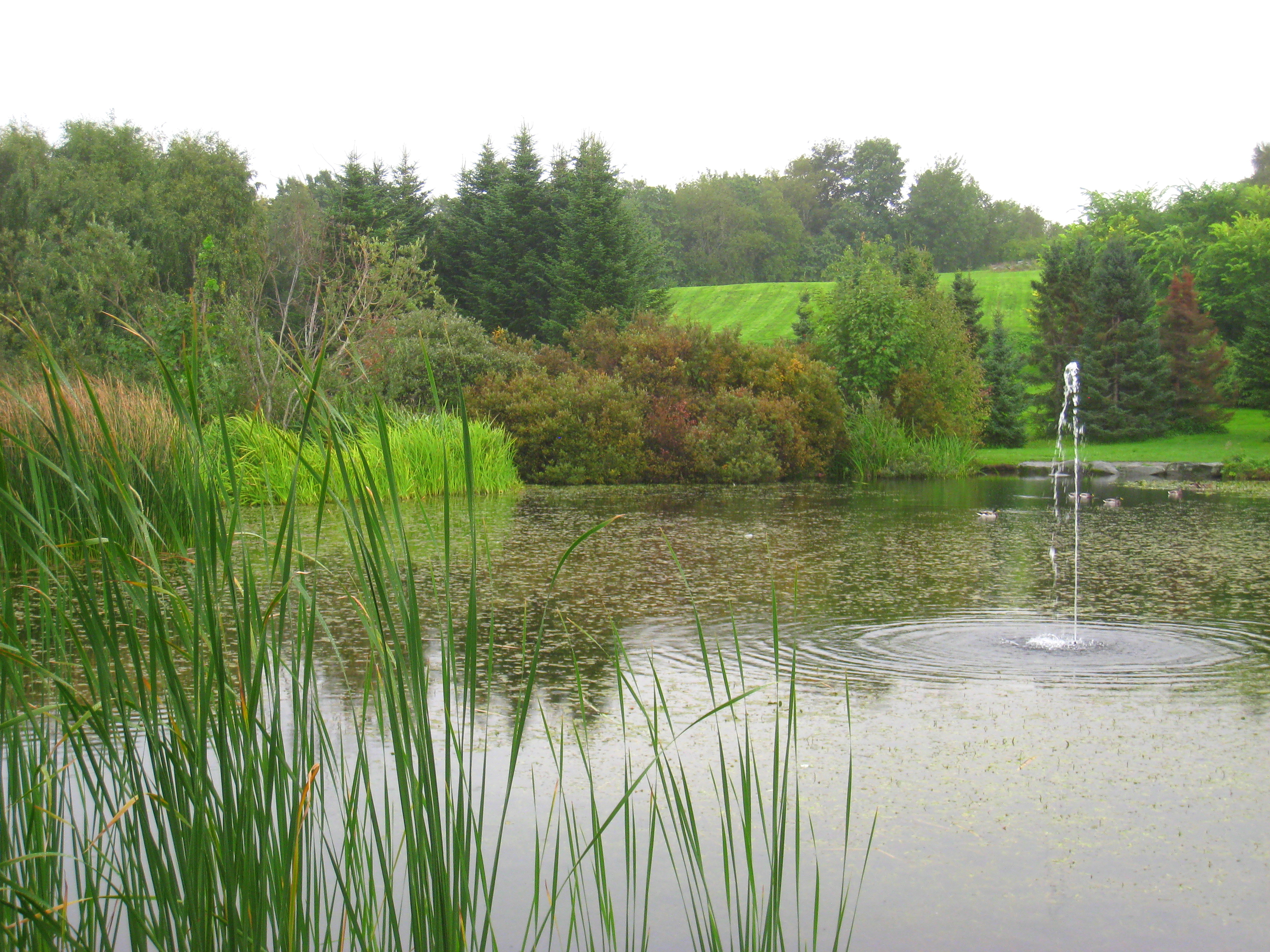
Arboreto

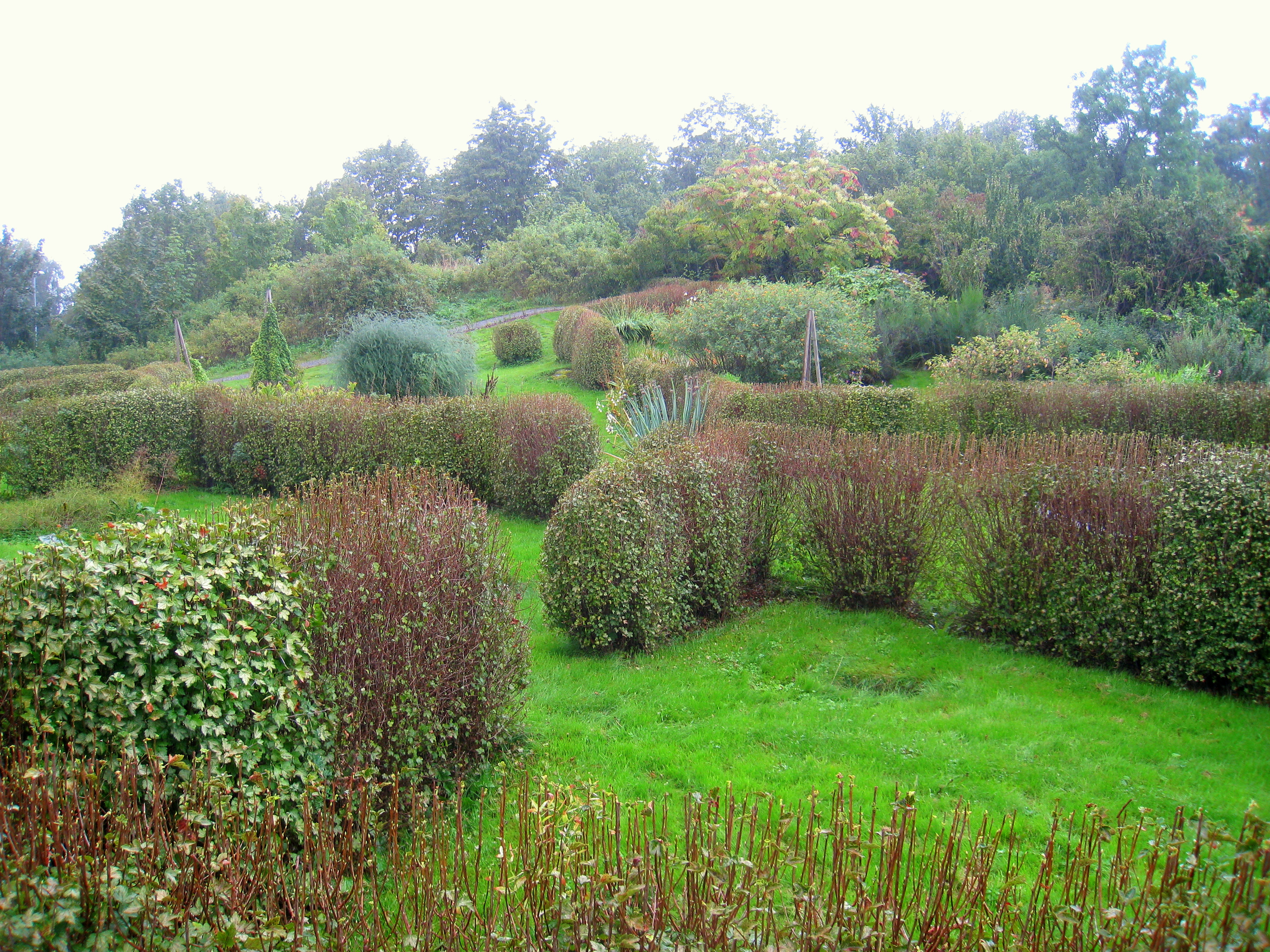
Jardín Botánico.

Ringve Museum es un jardín botánico de 13 hectáreas en los terrenos que rodean al edificio y un museo nacional de Noruega dedicado a la música y a los instrumentos musicales, con colecciones procedentes de todo el mundo.

## Localización
Se encuentran situados en la zona media de Noruega.
Ringve Museum Trondheim, Sør-Trøndelag, Norges-Noruega.63°26′51″N 10°27′15″E / 63.44750, 10.45417

## Historia
El Museo Ringve está situado en la granja histórica de Ringve en Trondheim. Esta granja fue la casa natal del noble Noruego-Danés Peter Tordenskjold. La granja se sitúa en un parque en la península de Lade, en las afueras de Strondheim con una panorámica sobre el Trondheimsfjord, el parque que forma el jardín botánico administrado por el NTNU (Universidad Noruega de la Ciencia y de la Tecnología). La primera casa en el sitio fue construida en 1521, pero el grupo actual de los edificios datan de 1850 en adelante.
Cuando la finca fue subastada en 1878, fue comprada por la familia Bachke y uno de los hijos, Christian Anker Bachke (1873-1946) adquirió la finca en 1919. A finales de 1919, se casó con la emigrante rusa Victoria Rostin Bachke, un artista que huyó de la revolución rusa. La pareja no tuvo descendencia y canalizaron sus considerables energías en su amor a la música y en montar una colección de instrumentos musicales históricos; el primer museo se abrió al público en 1952. Ahora hay alrededor de 1.500 instrumentos en la colección, junto a otros artefactos asociados a la música - cuadros, grabaciones.
El museo se basa en la colección privada de su fundador Victoria Bachke y fue abierto en el público en 1952. Jon Voigt (1928-1997) sucedió a Victoria Bachke como director en 1963 y continuó hasta 1997. Durante años muchos músicos famosos han visitado Ringve, entre estos se incluyen Artur Schnabel, Lilly Krauss, Ignaz Friedman, Percy Grainger y Kirsten Flagstad, así como el artista, Edvard Munch.

## Exposiciones
Las exposiciones públicas se encuentra divididas endos partes: La casa solariega y el granero.

### La casa solariega
Los interiores de la casa del señorío de Ringve proporcionan el marco adecuado para las salas temáticas - principalmente teclado - de instrumentos de trabajo. En esta sección, abierta por solamente para grupos guiados, las guías (estudiantes a menudo graduados en música) ejecutan una pieza musical apropiada (o extracto) según como proceda del grupo de visitantes.
La primera sala se llama la sala de Mozart y contiene un espinete, clavicordio y un órgano doméstico o de casa, originarios del siglo XVIII. Una lámpara de vidrio de Murano cuelga del techo.
La sala siguiente se denomina la "Beethoven" y contiene un piano de arpa de 1870 de Dietz, y un piano del tipo favorecido por Beethoven. Una sala dedicada a Chopin viene después, con los ejemplos de los pianos preferidos del compositor, así como una máscara mortuoria y los moldes de sus manos. Hay también acuarelas de George Sand y objetos de recuerdo sobre Chopin y Liszt. Una mesa y un sofá procedentes del hogar en París de Chopin, y que fueron heredados por su pupila noruega Thomas Tellefsen están en la exhibición.
En la planta superior hay una sala basada alrededor de los cantantes Elisabeth Wiborg y Adelina Patti e incluye un piano en el que Patti insistió en el acompañamiento. Esto es seguido por una exhibición del violín de Hardanger, una sala de ‘Grieg’, una sala de los instrumentos asociados a la iglesia y a la adoración, y finalmente una sala de curiosidades, incluyendo un Cecilium, los juguetes hechos en Noruega barril-órgano, juguetes musicales y un Piano de Janko.

### El Granero (Museet på Låven)
Las colecciones que se exhiben en el Granero están divididas en dos partes:
- Los instrumentos que se asociaron principalmente a música clásica y popular occidental durante cuatro siglos. Un clavicordio de Kirkman de 1767, una viola d'amore de Erberle de 1755, un piano de Stein de cinco-octavas de 1783, un saxofón de soprano fabricado por Sax (hijo) de 1907, una amplia serie de instrumentos electrónicos tempranos y una máquina tocadiscos de 1948.
- Instrumentos populares de todo el mundo, incluyendo un Runebomme (un tipo de tambor de Sami), un zang-dang tibetano (cuerno), un nadomo (arpa arqueada) de Congo y los violines del hardanger.

## Jardín Botánico Ringve
El jardín botánico de Ringve fue creado en 1973. El jardín botánico tiene tres secciones principales,
- El jardín del siglo XIX,se encuentra delante de la casa del señorío un jardín histórico de estilo inglés de 1800.
- El arboreto, con especies árboreas del hemisferio norte alrededor de un lago.
- La sección sistemática, con un laberinto floral en el que cultiva una presentación sistemática de plantas perennes, de un jardín (herbario) del renacimiento.[4]